# Izsépfalu
Izsépfalu (szlovákul Ižipovce) község Szlovákiában, a Zsolnai kerületben, a Liptószentmiklósi járásban.

## Fekvése
Liptószentmiklóstól 12 km-re északnyugatra fekszik.

## Története
Első írásos említése 1286-ból  származik, amikor a mai község területét IV. László király Keve fiainak: Benedeknek és Istvánnak adja. A falu a 14. században Szielnic határában keletkezett, lakói földművesek voltak. 1391-ben „que nunc vocatur Isipfalva” alakban szerepel egy oklevélben. 1506-ban „Izipfalwa”, 1521-ben „Izyphaza”, 1525-ben „Isypowycz” alakban szerepel a különböző okiratokban. 1784-ben 33 háza és 192 lakosa volt, közülük 41 nemes.
A 18. század végén Vályi András így ír róla: „ISIPFALVA. Tót falu Líptó Várm. földes Urai több Urak, lakosai katolikusok, fekszik Tarnóczhoz nem meszsze, és annak filiája, határja közép termékenységű, fája tűzre van.”
1828-ban 19 házában 184 lakos élt. Lakói főként mezőgazdasággal foglalkoztak.
Fényes Elek 1851-ben kiadott geográfiai szótárában így ír a faluról: „Izsépfalva, (Izsipovicze), tót falu, Liptó vmegyében: 15 kath., 169 evang. lak. Több urasági lakházak. F. u. Dobák, Csemniczky s a t.”
A trianoni diktátumig Liptó vármegye Németlipcsei járásához tartozott.

## Népessége
| Év:            | 1994. | 2004.    | 2014.   | 2024.   |
| -------------- | ----- | -------- | ------- | ------- |
| Emberek száma: | 93    | 83       | 91      | 98      |
| Eltérés:       |       | -10,75 % | +9,63 % | +7,69 % |

| Év:            | 2023. | 2024.   |
| -------------- | ----- | ------- |
| Emberek száma: | 97    | 98      |
| Eltérés:       |       | +1,03 % |

1910-ben 143, túlnyomórészt szlovák lakosa volt.
2001-ben 86 szlovák lakosa volt.
2011-ben 89 lakosából 86 szlovák.

## Külső hivatkozások
- Községinfó
- Izsépfalu Szlovákia térképén
- E-obce.sk Archiválva 2008. március 5-i dátummal a Wayback Machine-ben